# Utilita Arena
Die Utilita Arena ist eine Mehrzweckhalle in der englischen Stadt Newcastle upon Tyne, Vereinigtes Königreich. Seit Januar 2019 trägt die Halle den Sponsorennamen des Energieversorgers Utilita Energy.

## Geschichte
Die Halle im Nordosten Englands wurde von den Architekten der Ogden Corporation entworfen. Die Kosten der Errichtung beliefen sich auf 10,6 Mio. Pfund Sterling. Die Eröffnung fand am 18. November 1995 statt. Die Arena im Südwesten des Stadtzentrums wird gleichermaßen für Sportveranstaltungen wie Eishockey, Basketball, Darts, Boxen und Snooker wie auch Konzerte, Theater und Eisshows wie Disney on Ice genutzt. Zwischen 2007 und 2019 und seit 2022 gastiert die Premier League Darts jeweils an einem Spieltag in der Arena; die COVID-19-Pandemie verhinderte die Austragung in den Jahren 2020 und 2021. Es traten darüber hinaus national wie international erfolgreiche Künstler und Bands auf.